# マリア＝オリンピア
マリア＝オリンピア（Maria-Olympia、1996年7月25日 - ）は、ギリシャの王女。パウロス元王太子とマリー・シャンタルの長女であり、コンスタンティノス2世元国王とアンナ＝マリア元王妃は祖父母にあたる。コンスタンティノス・アレクシオス、アキレアス＝アンドレアス、オディッセアス＝キモン、アリステイデ・スタウロスは兄弟にあたる。
2015年にファッションを学ぶためニューヨーク大学に入学している。
| 上位 アリステイデ・スタウロス | 〈名目上〉ギリシャ王位継承権者 継承順位第5位          | 下位 ニコラオス・ティス・エラザス ギリシャ元王子 |
| 上位 アリステイデ・スタウロス | イギリス王位継承順位 他の英連邦王国の王位継承権も同様 | 下位 ニコラオス・ティス・エラザス                |

| スタブアイコン | サブスタブ | この項目は、まだ閲覧者の調べものの参照としては役立たない、人物に関連した書きかけの項目です。この項目を加筆・訂正などしてくださる協力者を求めています（P:人物伝/PJ:人物伝）。 |